# Macrarene coronadoensis
Macrarene coronadoensis is een slakkensoort uit de familie van de Liotiidae. De wetenschappelijke naam van de soort is voor het eerst geldig gepubliceerd in 1959 door Stohler.